# Hansjörg Kohlbecher
Hansjörg Kohlbecher (* 19. April 1895 in Konz; † 11. Mai 1981 in Saarbrücken) war ein deutscher Unternehmer und Politiker.

## Leben
Kohlbecher besuchte das Friedrich-Wilhelm Gymnasium in Trier und nahm als Kriegsfreiwilliger am Ersten Weltkrieg teil. Als Reserveoffizier zurückgekehrt absolvierte er das Studium der Rechts- und Staatswissenschaften an den Universitäten Bonn, Gießen und Würzburg. In Gießen war er Mitglied des Corps Hassia. 1920 promovierte er zum Dr. jur. et rer. pol. 1932 gründete er in Saarbrücken die Firma Kohlbecher & Co, die sich zum größten Grubenholzlieferanten der Saarbergwerke entwickelte. Nach dem Zweiten Weltkrieg musste er wegen der politischen Verhältnisse in Trier eine neue Firma unter gleichem Namen ins Leben rufen, die als eines der größten Privatunternehmen in der Grubenholzindustrie an mehreren holzverarbeitenden Betrieben in Süddeutschland beteiligt und auch in der Möbelfabrikation tätig war. 1950 erwarb Kohlbecher zudem eine Lebensmittelgroßhandlung, die unter dem Namen DEKO Lebensmittel GmbH (Dehler & Kohlbecher) in den 1970er Jahren 50 Filialen im Saarland und in Rheinland-Pfalz betrieb, dieses Unternehmen war deshalb bekannt, weil es als erstes in der Region Selbstbedienung im Lebensmittelhandel eingeführt hatte.
Kohlbecher gehörte neben Hermann Röchling, Wilhelm Schmelzer, Franz Levacher und Peter Kefer der Delegation an, die die saarländischen Interessen beim Völkerbund in Genf vertreten sollte. Nach dem Zweiten Weltkrieg setzte er sich für die Eingliederung des Saargebiets in die Bundesrepublik ein. Sein Haus in Saarbrücken war regelmäßiger Treffpunkt saarländischer und bundesdeutscher Politiker. Dort wurde auch die Gründung der „Saarbrücker Neuesten Nachrichten“ vorbereitet. Kohlbecher war mit Konrad Adenauer befreundet und Mitbegründer der CDU im Saargebiet und nach deren offiziellen Zulassung im Juli 1955 ihr erster Schatzmeister. 1959 wirkte er bei der Vereinigung der beiden christlichen Parteien CDU und CVP mit.
1961 wurde Hansjörg Kohlbecher Konsul, 1966 Generalkonsul des Königreichs Griechenland.

## Auszeichnungen
- Eisernes Kreuz II. und I. Klasse (Erster Weltkrieg)
- Kommandeur des griechischen Phönix-Ordens
- Großes Verdienstkreuz des Verdienstordens der Bundesrepublik Deutschland
- Saarländischer Verdienstorden (1976)[1]